# Caldern
Caldern ist der nach Einwohnerzahl drittgrößte von sieben Ortsteilen der Gemeinde Lahntal im mittelhessischen Landkreis Marburg-Biedenkopf. Er liegt 8,5 km nordwestlich von Marburg in der Nähe des Rimbergs und der Bundesstraße 62.

## Geschichte

### Anfänge

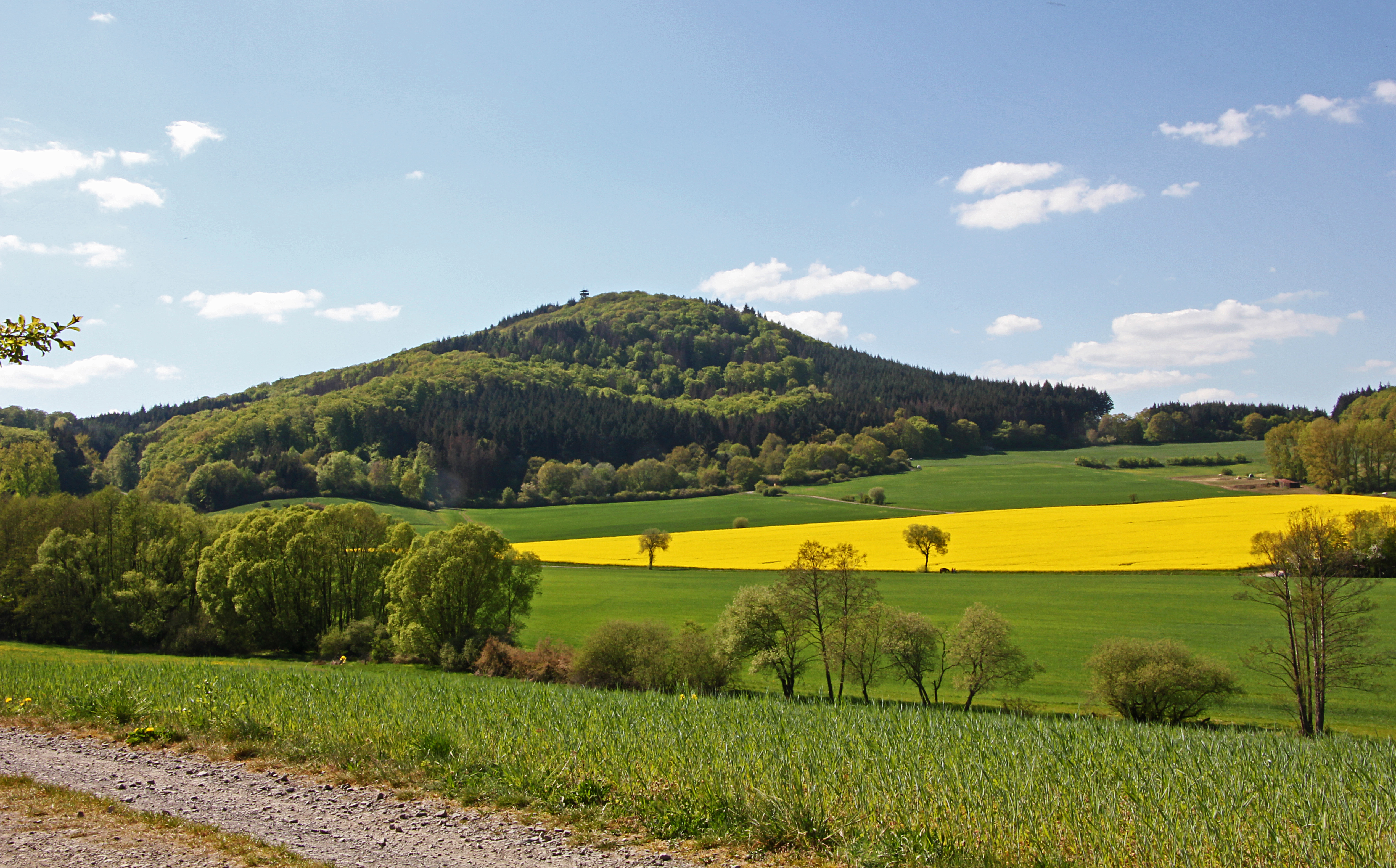
Der Rimberg von Caldern gesehen

Caldern wurde, soweit bisher bekannt, urkundlich erstmals im Codex Eberhardi als Calantra erwähnt, wobei die Vorlagen dazu aus der Zeit des Fuldaer Abts Ratgar 802–817 stammen. Der Name Calantra bedeutet „Kalter Baum“, aus Calan- kalt und -tra Baum. Gemeint sind exponiert gelegene Bäume in Höhenlage, was auf den nahe gelegenen etwa 250 m höheren Rimberg zutrifft. Calantra scheint deshalb der ursprüngliche Name des Rimberges zu sein, der auch für die Talsiedlung verwendet wurde. Auf dem Gipfel des Rimbergs befand sich eine eisenzeitliche Ringwallanlage Rimberg, die vermutlich bis zur Zeitenwende besiedelt war. Auf einem in Ortsnähe gelegenen Bergsporn gab es eine Burg, die bereits im Hochmittelalter aufgegeben wurde. Ein an deren Fuß liegender (heute nicht mehr aktiver) Brunnen, der nach dem heiligen Bonifatius benannt wurde, könnte als Hinweis darauf betrachtet werden, dass Bonifatius auf seinen Reisen durch Hessen im 7. und 8. Jahrhundert auch nach Caldern kam. Schon im frühen Mittelalter (1154) machten Mönche und Pilger auf ihrem Weg nach Rom in Caldern Station.
In späteren schriftlichen Erwähnungen des Ortes erscheint als Ortsname (in Klammern das Jahr der Erwähnung): Calderen (1200/1220), Kalderen (1235), Caldre (1270), Kaldiren (1281), Calderin (1282), Caldern (1399) und Kallern (1502).

### Das ehemalige Kloster und die Kirche

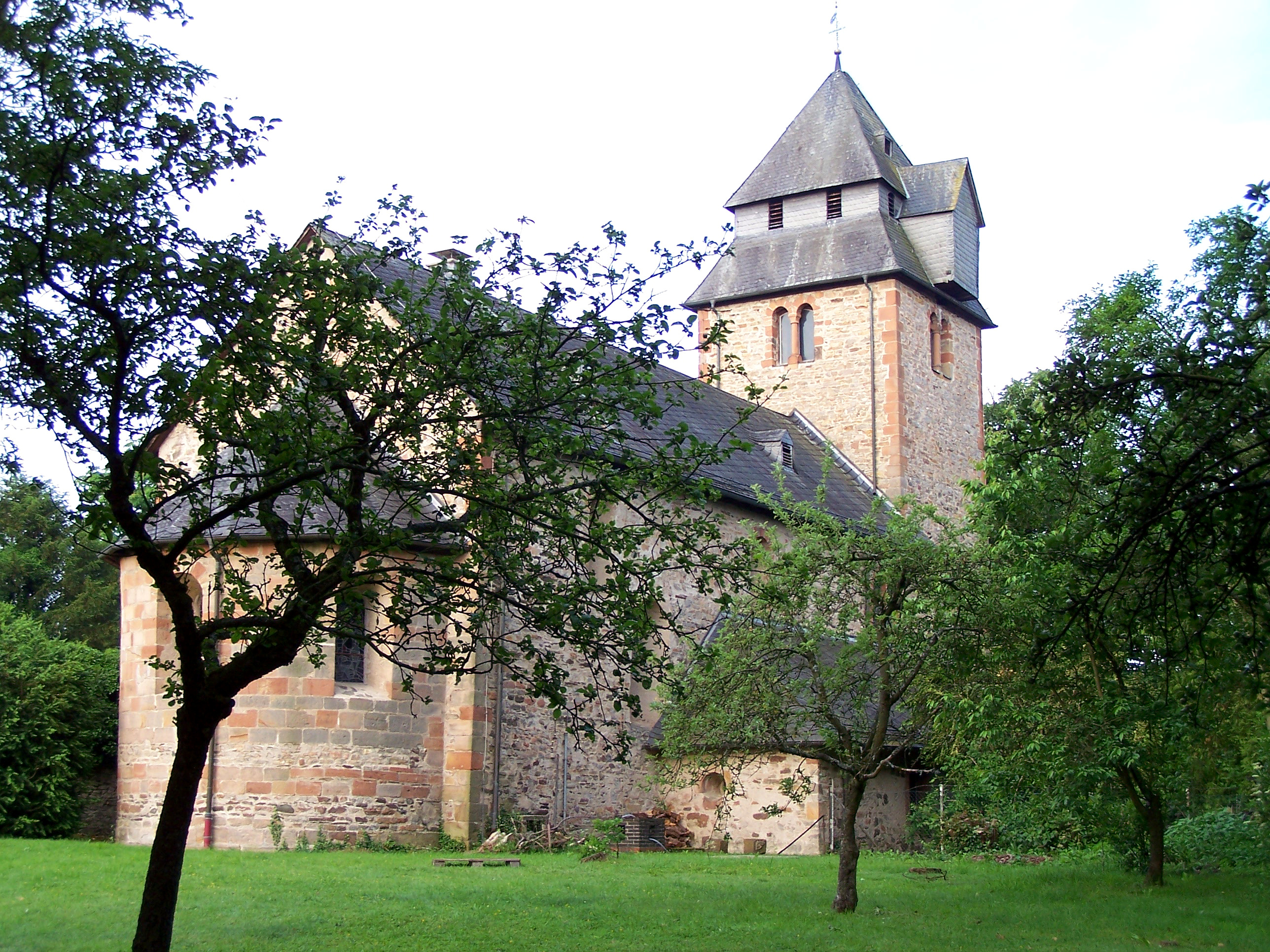
Nikolaikirche Caldern

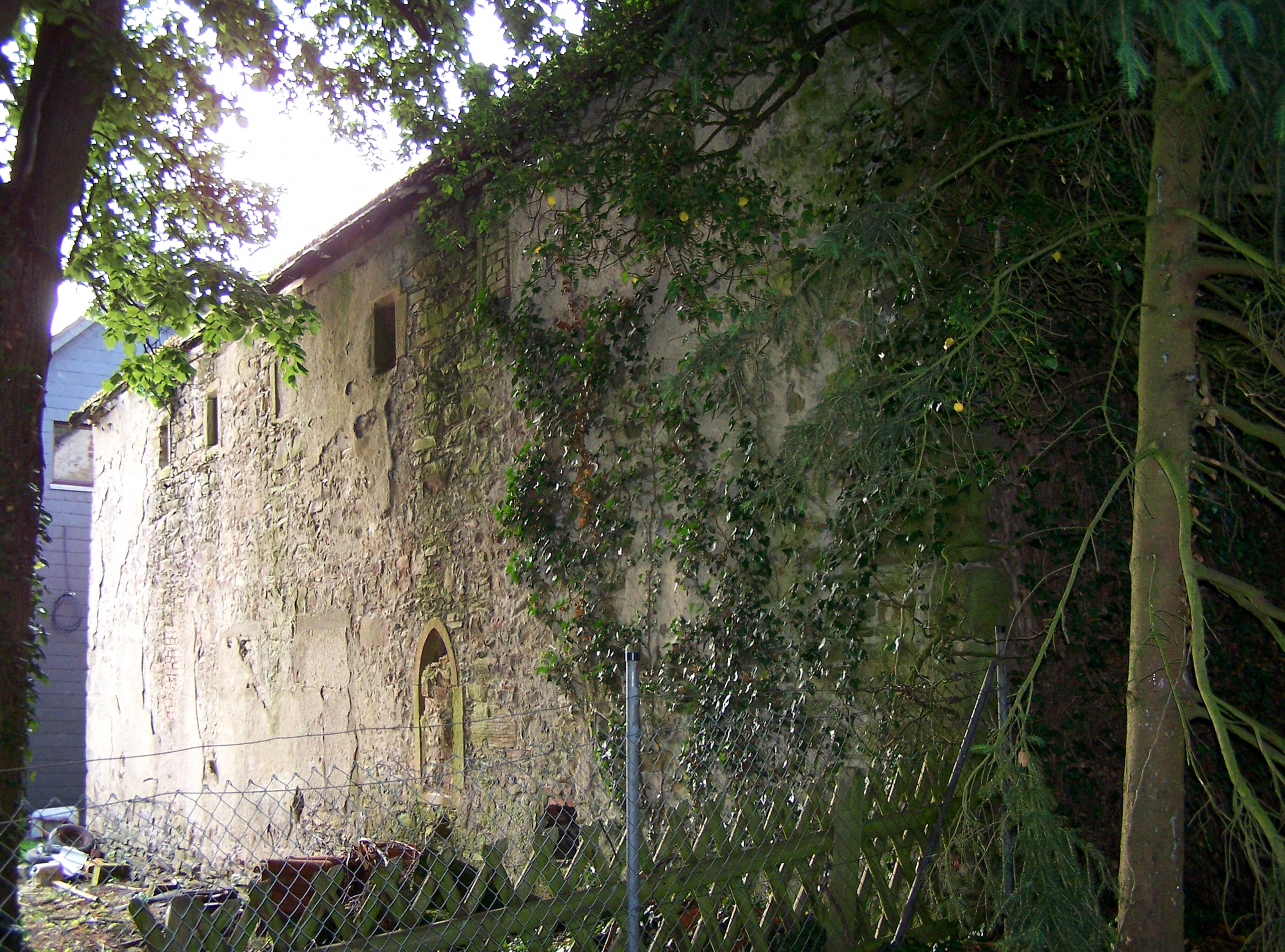
Konventgebäude des ehemaligen Klosters

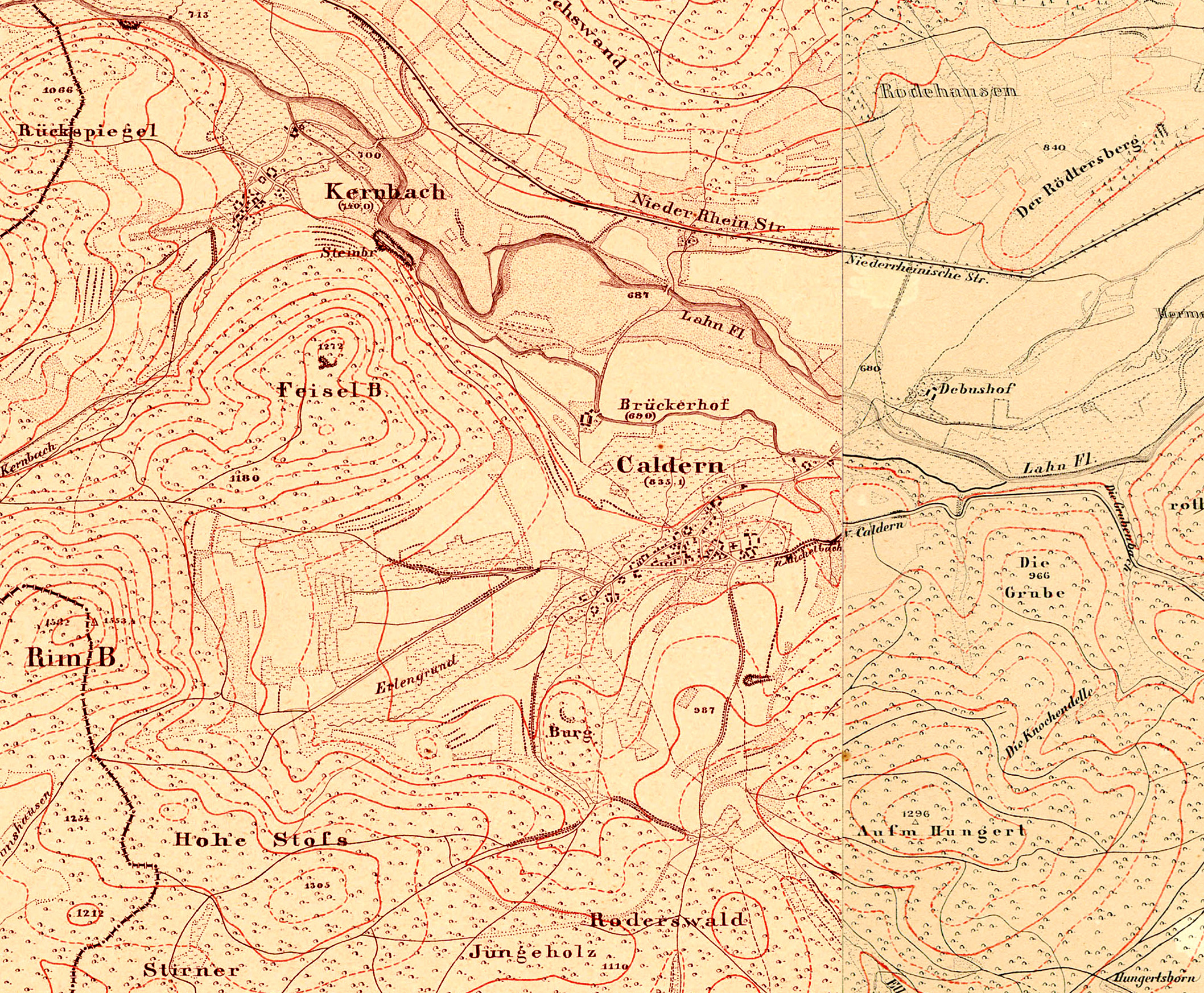
Topografische Karte von 1857

Die spätromanische Calderner Marien- und Nikolaikirche wurde im 13. Jahrhundert von Sophie von Brabant dem Orden der Zisterzienserinnen geschenkt, der hier das Calderner Kloster errichtete. Das Kloster prägte das Leben im Dorf, bis es 1527 von Philipp I. von Hessen aufgelöst wurde und aller Besitz in die Hände der damals neuen Philipps-Universität Marburg überging.
Neben der Kirche sind ein Teil der Klostermauer und ein ehemaliges Konventgebäude (vermutlich der Konversenbau) erhalten. Die Klostermauer wurde restauriert. Der baufällige Konventbau steht auf einem privaten Grundstück und ist daher nicht öffentlich zugänglich.

### Weitere Entwicklung
Neben dem Kloster war Caldern früher vor allem als Gerichts- und Richtstätte bekannt.
Zur Mitte des 18. Jahrhunderts setzte sich die Bevölkerung des Dorfs im Wesentlichen aus Tagelöhnern ohne Landbesitz zusammen, die zum Lebensunterhalt Leinen woben, bei der Ernte halfen oder Soldat wurden.
Hessische Gebietsreform (1970–1977)
Zum 31. Dezember 1970 wurde Caldern mit der benachbarten Gemeinde Kernbach im Zuge der Gebietsreform in Hessen auf freiwilliger Basis zur neuen Gemeinde Caldern zusammengeschlossen. Bereits ein Jahr später (31. Dezember 1971) entstand aus den Orten Caldern, Kernbach und Sterzhausen die Gemeinde Lahntal. Am 1. Juli 1974 wiederum wurde die Gemeinde um die bisherigen Gemeinden Brungershausen, Göttingen und Lahnfels erweitert. Lahnfels hatte sich Ende 1971 aus den ehemaligen Gemeinden Goßfelden und Sarnau gebildet. Für Caldern wurde, wie für die übrigen ehemaligen Gemeinden von Lahntal, ein Ortsbezirk gebildet.

### Verwaltungsgeschichte im Überblick
Die folgende Liste zeigt die Staaten und Verwaltungsorgan, denen Caldern angehört(e):
- vor 1567: Heiliges Römisches Reich, Landgrafschaft Hessen, Gericht Kaldern (Gericht Kalden bestand aus den Orten: Kaldern, Kernbach, Dagobertshauſen, Michelbach, Brüngershausen und Wehrshausen, sowie die Hälfte von Dilschhausen)[13]
- ab 1567: Heiliges Römisches Reich, Landgrafschaft Hessen-Marburg, Amt Marburg[14]
- 1604–1648: Heiliges Römisches Reich, strittig zwischen Landgrafschaft Hessen-Darmstadt und Landgrafschaft Hessen-Kassel (Hessenkrieg), Amt Marburg
- ab 1648: Heiliges Römisches Reich, Landgrafschaft Hessen-Kassel, Amt Marburg
- ab 1806: Landgrafschaft Hessen-Kassel, Amt Kaldern und Reitzberg
- 1807–1813: Königreich Westphalen, Departement der Werra, Distrikt Marburg, Kanton Kaldern
- ab 1815: Kurfürstentum Hessen, Amt Kaldern und Reitzberg[15]
- ab 1821: Kurfürstentum Hessen, Provinz Oberhessen, Kreis Marburg[16][Anm. 2]
- ab 1848: Kurfürstentum Hessen, Bezirk Marburg
- ab 1851: Kurfürstentum Hessen, Provinz Oberhessen, Kreis Marburg
- ab 1867: Königreich Preußen, Provinz Hessen-Nassau, Regierungsbezirk Kassel, Kreis Marburg
- ab 1871: Deutsches Reich, Königreich Preußen, Provinz Hessen-Nassau, Regierungsbezirk Kassel, Kreis Marburg
- ab 1918: Deutsches Reich, Freistaat Preußen, Provinz Hessen-Nassau, Regierungsbezirk Kassel, Kreis Marburg
- ab 1944: Deutsches Reich, Freistaat Preußen, Provinz Kurhessen, Landkreis Marburg
- ab 1945: Amerikanische Besatzungszone, Groß-Hessen, Regierungsbezirk Kassel, Landkreis Marburg
- ab 1946: Amerikanische Besatzungszone, Hessen, Regierungsbezirk Kassel, Landkreis Marburg
- ab 1949: Bundesrepublik Deutschland, Hessen, Regierungsbezirk Kassel, Landkreis Marburg
- ab 1974: Bundesrepublik Deutschland, Hessen, Regierungsbezirk Kassel, Landkreis Marburg-Biedenkopf, Gemeinde Lahntal[Anm. 3]
- ab 1981: Bundesrepublik Deutschland, Hessen, Regierungsbezirk Gießen, Landkreis Marburg-Biedenkopf, Gemeinde Lahntal

### Gerichte seit 1821
Mit Edikt vom 29. Juni 1821 wurden in Kurhessen Verwaltung und Justiz getrennt. In Marburg wurde der Kreis Marburg für die Verwaltung eingerichtet und das Landgericht Marburg war als Gericht in erster Instanz für Caldern zuständig. 1850 wurde das Landgericht Marburg in Justizamt Marburg umbenannt. Nach der Annexion Kurhessens durch Preußen 1866 wurde das Justizamt Marburg am 1. September 1867 zum königlich preußischen Amtsgericht Marburg. Auch mit dem Inkrafttreten des Gerichtsverfassungsgesetzes von 1879 blieb das Amtsgericht unter seinem Namen bestehen.

## Bevölkerung

### Einwohnerstruktur 2011
Nach den Erhebungen des Zensus 2011 lebten am Stichtag, dem 9. Mai 2011, in Caldern 1185 Einwohner. Darunter waren 24 (2,0 %) Ausländer.
Nach dem Lebensalter waren 222 Einwohner unter 18 Jahren, 522 zwischen 18 und 49, 246 zwischen 50 und 64 und 195 Einwohner waren älter. Die Einwohner lebten in 483 Haushalten. Davon waren 117 Singlehaushalte, 138 Paare ohne Kinder und 177 Paare mit Kindern, sowie 45 Alleinerziehende und 6 Wohngemeinschaften. In 66 Haushalten lebten ausschließlich Senioren/-innen und in 345 Haushaltungen lebten keine Senioren/-innen.

### Einwohnerentwicklung
| Quelle: Historisches Ortslexikon | |
| • 1577:                          | 35 Hausgesesse                                                                                         |
| • 1630:                          | 33 Mannschaften (zwei vierspännige, zwei dreispännige, sechs zweispännige Ackerleute, elf Einläuftige) |
| • 1681:                          | 22 hausgesessene Mannschaften.                                                                         |
| • 1838:                          | Familien: 28 nutzungsberechtigte, 31 nicht nutzungsberechtigte Ortsbürger, zehn Beisassen              |

| Caldern: Einwohnerzahlen von 1767 bis 2022 | Caldern: Einwohnerzahlen von 1767 bis 2022 | Caldern: Einwohnerzahlen von 1767 bis 2022 | Caldern: Einwohnerzahlen von 1767 bis 2022 | Caldern: Einwohnerzahlen von 1767 bis 2022 |
| --- | ------------------------------------------ | ------------------------------------------ | ------------------------------------------ | ------------------------------------------ |
| Jahr |                                            |                                            |                                            | Einwohner                                  |
| 1767 | 1767                                       |                                            | 278                                        | 278                                        |
| 1800 | 1800                                       |                                            | ?                                          | ?                                          |
| 1834 | 1834                                       |                                            | 448                                        | 448                                        |
| 1840 | 1840                                       |                                            | 457                                        | 457                                        |
| 1846 | 1846                                       |                                            | 468                                        | 468                                        |
| 1852 | 1852                                       |                                            | 470                                        | 470                                        |
| 1858 | 1858                                       |                                            | 445                                        | 445                                        |
| 1864 | 1864                                       |                                            | 460                                        | 460                                        |
| 1871 | 1871                                       |                                            | 422                                        | 422                                        |
| 1875 | 1875                                       |                                            | 429                                        | 429                                        |
| 1885 | 1885                                       |                                            | 461                                        | 461                                        |
| 1895 | 1895                                       |                                            | 455                                        | 455                                        |
| 1905 | 1905                                       |                                            | 483                                        | 483                                        |
| 1910 | 1910                                       |                                            | 523                                        | 523                                        |
| 1925 | 1925                                       |                                            | 620                                        | 620                                        |
| 1939 | 1939                                       |                                            | 685                                        | 685                                        |
| 1946 | 1946                                       |                                            | 990                                        | 990                                        |
| 1950 | 1950                                       |                                            | 944                                        | 944                                        |
| 1956 | 1956                                       |                                            | 907                                        | 907                                        |
| 1961 | 1961                                       |                                            | 904                                        | 904                                        |
| 1967 | 1967                                       |                                            | 975                                        | 975                                        |
| 1980 | 1980                                       |                                            | ?                                          | ?                                          |
| 1990 | 1990                                       |                                            | ?                                          | ?                                          |
| 2000 | 2000                                       |                                            | ?                                          | ?                                          |
| 2011 | 2011                                       |                                            | 1.185                                      | 1.185                                      |
| 2014 | 2014                                       |                                            | 1.189                                      | 1.189                                      |
| 2022 | 2022                                       |                                            | 1.227                                      | 1.227                                      |
| Datenquelle: Historisches Gemeindeverzeichnis für Hessen: Die Bevölkerung der Gemeinden 1834 bis 1967. Wiesbaden: Hessisches Statistisches Landesamt, 1968. Weitere Quellen: LAGIS; Zensus 2011; Gemeinde Lahntal: 2014, 2022 |                                            |                                            |                                            |                                            |

### Historische Religionszugehörigkeit
| Quelle: Historisches Ortslexikon | |
| • 1861:                          | 434 evangelisch-lutherische, 73 römisch-katholische Einwohner                                         |
| • 1885:                          | 456 evangelische (= 98,92 %), kein katholischer, ein anderer Christ (= 0,22 %), vier Juden (= 0,87 %) |
| • 1961:                          | 807 evangelische (= 89,27 %), 73 katholische (= 8,08 %) Einwohner                                     |

### Historische Erwerbstätigkeit
| Quelle: Historisches Ortslexikon | |
| • 1776:                          | Erwerbspersonen: zwei Schmiede, vier Maurer, vier Leineweber, drei Schneider, ein Zimmermann, ein Bender, zwei Wirte, ein Müller, fünf Tagelöhner |
| • 1838:                          | Familien: 26 Ackerbau, 14 Gewerbe, 27 Tagelöhner                                                                                                  |
| • 1961:                          | Erwerbspersonen: 178 Land- und Forstwirtschaft, 189 Produzierendes Gewerbe, 54 Handel und Verkehr, 41 Dienstleistungen und Sonstiges              |

## Politik

### Ortsbeirat
Für Caldern besteht ein Ortsbezirk mit Ortsbeirat und Ortsvorsteher nach der Hessischen Gemeindeordnung.
Der Ortsbeirat für den Ortsbezirk Caldern besteht aus fünf Mitgliedern. Die Wahlbeteiligung zur Wahl des Ortsbeirats bei der Kommunalwahl 2021 62,71 %. Dabei wurden gewählt: drei Mitglieder der SPD, ein Mitglied der CDU und dem Bündnis 90/Die Grünen. Der Ortsbeirat wählte Hans Jung zum Ortsvorsteher.

### Wappen
Am 15. Juli 1969 genehmigte der Hessische Minister des Innern das Wappen mit folgender Beschreibung:
| Wappen von Caldern | Blasonierung: „In Silber auf rotem Schildfuß eine rote Linde hinter einer schwarzen steinernen Gerichtsbank.“ |
| Wappen von Caldern | Wappenbegründung: Um das Jahr 1050 richtete das Grafengeschlecht der Gisonen auf der Burg Hollende westlich von Treisbach das Gericht Caldern ein, dem neun Ortschaften angehörten. Die Rechtsprechung oblag dem Schultheiß ("der die Schuld heißt"), der später seinen Wohnsitz im heute noch so genannten „Schulzenhof“ in der Klosterbergstraße hatte. Der Gerichtsort war zunächst der Platz um die Gerichtslinde in der Nähe der Kirche, später der Platz zwischen dem Dorfgasthof und der Post. Gerichtssitzungen fanden unter der Gerichtslinde auf steinernen Bänken und Tischen statt. Verhandelt wurden hauptsächlich Vergehen wie Feld- und Waldfrevel, Jagd- und Fischereivergehen, Diebstahl, Beleidigungen und Körperverletzungen. Im Jahre 1821 wurde aus dem Stadtgericht Marburg, den Gerichten Caldern, Schönstadt und Reizberg und den Ämtern Wetter und Amöneburg das Landgericht Marburg gebildet. Wie lange unter der Gerichtslinde Recht gesprochen wurde, ist nicht nachweisbar. Caldern führt in seinem Ortswappen eine stilisierte Linde mit dem steinernen Gerichtstisch. |

## Sehenswürdigkeiten

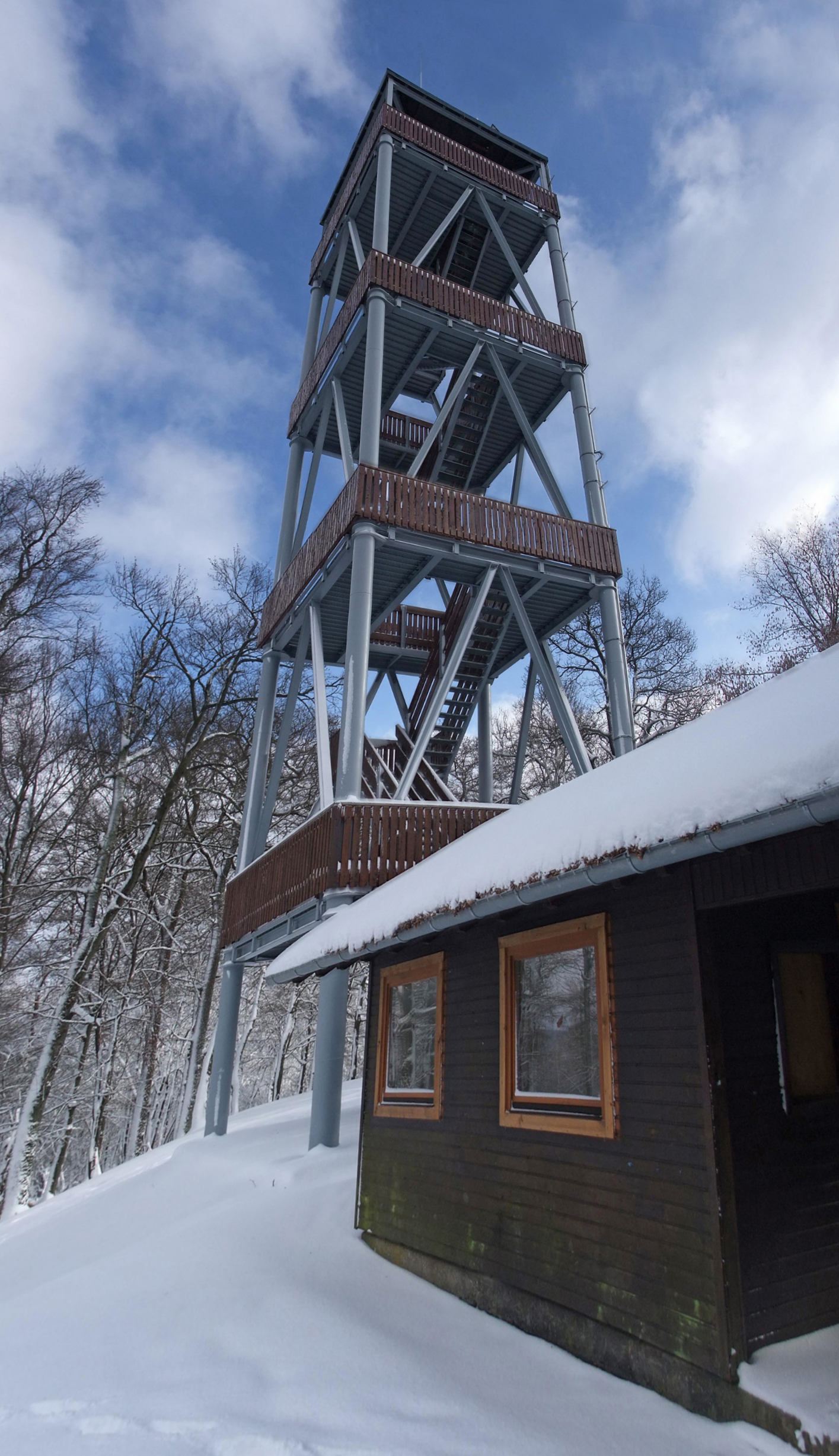
Der 24 m hohe Rimbergturm

Neben der Klosterkirche und dem erhaltenen Teil der Klostermauer gibt es in Caldern eine historische Wassermühle zu sehen, die heute immer noch durch eine ortsansässige Bäckerei zum Getreidemahlen benutzt wird. Ferner existiert ein Heimatmuseum, das vom Heimat- und Geschichtsverein betrieben wird. Beliebte Ausflugsziele sind der nahe gelegene Rimbergturm mit einer beachtlichen Weitsicht sowie die Turmspitze des durch einen Sturm zerstörten früheren Rimbergturms, welche südlich des Dorfes auf einem Hügel am Fuße des Hungert steht und eine schöne Aussicht auf das Tal der Lahn und die umliegenden Berge bietet.

## Verkehr
Die Bundesstraße 62 führt unmittelbar am Ort vorbei. Im Teilort Bahnhof Caldern gibt es einen Haltepunkt an der Oberen Lahntalbahn, an der stündlich Regionalbahnen nach Marburg und über Biedenkopf nach Bad Laasphe (und alle zwei Stunden weiter nach Erndtebrück) halten. Der Bahnsteig wurde Mitte der 2000er Jahre modernisiert. Dabei wurde er gepflastert, mit taktilen Blindenleitstreifen und moderner Beleuchtung ausgestattet und auf 55 Zentimeter angehoben. Er ist für mobilitätseingeschränkte Personen problemlos erreichbar.
| Linie | Verlauf | Takt                                      |
| ----- | --- | ----------------------------------------- |
| RB 94 | Obere Lahntalbahn: Marburg (Lahn) – Cölbe – Lahntal-Sarnau – Goßfelden – Sterzhausen – Caldern – Buchenau (Lahn) – Friedensdorf (Lahn) – Wilhelmshütte (Lahn) – Biedenkopf – Biedenkopf Campus – Wallau (Lahn) – Bad Laasphe-Niederlaasphe – Bad Laasphe – Feudingen – Oberndorf (Wittgenstein) – Leimstruth – Schameder – Erndtebrück ( – Hilchenbach – Kreuztal – Siegen Hbf – Betzdorf (Sieg)) (2 Zugpaare Samstags von/bis Betzdorf) Stand: Fahrplanwechsel Dezember 2021 | 120 min 60 min (Marburg–Laasphe werktags) |

## Persönlichkeiten
- Johann Helfrich Jüngken (1648–1726), Stadtarzt in Frankfurt am Main und Mitglied der Gelehrtenakademie „Leopoldina“